# Mimulosia griveaudianus
Mimulosia griveaudianus är en fjärilsart som beskrevs av De Toulgoët 1980. Mimulosia griveaudianus ingår i släktet Mimulosia och familjen björnspinnare. Inga underarter finns listade i Catalogue of Life.